# Miconia brachybotrya
Miconia brachybotrya är en tvåhjärtbladig växtart som beskrevs av José Jéronimo Triana. Miconia brachybotrya ingår i släktet Miconia och familjen Melastomataceae.
Artens utbredningsområde är Venezuela. Inga underarter finns listade i Catalogue of Life.